# Ivoriaanse presidentsverkiezingen 2010
De Ivoriaanse presidentsverkiezingen van 2010 waren verkiezingen voor de functie van staatshoofd van de West-Afrikaanse staat Ivoorkust die in twee ronden, op 31 oktober en 28 november 2010, werden gehouden. De verkiezingen stonden eerst gepland voor 2005, maar werden onder meer om organisatorische redenen en vanwege een burgeroorlog, die tussen 2002 en 2007 in Ivoorkust plaatsvond, uitgesteld.
In de eerste ronde versloeg de zittende president Laurent Gbagbo met 38% van de stemmen voormalig premier Alassane Ouattara (32%) en voormalig president Henri Konan Bédié (25%).
De tweede ronde werd door Ouattara met 54,1% van de stemmen gewonnen, aldus bekendgemaakt door de kiescommissie. De constitutionele raad riep echter Gbagbo (45,9% volgens de kiescommissie, 51,45% volgens de raad) uit tot winnaar van de verkiezingen en op 4 december 2010 werden Ouattara en Gbagbo onafhankelijk van elkaar beëdigd als president. Het conflict tussen de twee politici en hun aanhangers liep uit op een politieke crisis in het land.
De verkiezingen werden door internationale waarnemers beoordeeld als vrij en eerlijk, niettegenstaande de geweldsincidenten. De internationale gemeenschap erkende Ouattara als de rechtmatige winnaar en de nieuwe president.